# قومية إنجليزية

علم إنجلترا

القومية الإنجليزية هي قومية تؤكد أن الإنجليز أمة وتعزز الوحدة الثقافية للشعب الإنجليزي. بشكل عام، تتألف القومية الإنجليزية من الحركات والمشاعر السياسية والاجتماعية المستوحاة من حب الثقافة واللغة والتاريخ الإنجليزي، والشعور بالفخر بإنجلترا وبالشعب الإنجليزي. غالبًا ما يرى القوميون الإنجليز أنفسهم في الغالب على أنهم إنجليز وليسوا بريطانيين.
على المستوى السياسي، دعا بعض القوميين الإنجليز إلى الحكم الذاتي لإنجلترا مثل الديمقراطيين الإنجليز. يمكن أن يتخذ هذا الحكم شكل إما برلمان إنجليزي مفوض داخل المملكة المتحدة أو إعادة إنشاء دولة مستقلة ذات سيادة في إنجلترا خارج المملكة المتحدة.

## التاريخ
يعد تاريخ القومية الإنجليزية مجالًا متنازعًا للمعرفة. كتب المؤرخ أدريان هاستينغز ما يلي: «يمكن للمرء أن يجد مؤرخين يؤرخون بزوغ فجر الوعي القومي الإنجليزي (أو شيء من هذا القبيل) في كل قرن تقريبًا من القرن الثامن إلى التاسع عشر».

### الأنجلوساكسون
زعم باتريك ورمالد أن إنجلترا كانت أمة في زمن المبجل بيدي، الذي كتب التاريخ الكنسي للشعب الإنجليزي حوالي عام 730. ينسب ورمالد إلى بيدي دورًا حاسمًا في تحديد الهوية الوطنية الإنجليزية والمصير القومي الإنجليزي. يستخدم بيدي التسمية «الإنجليزية» لوصف الشعوب الجرمانية التي سكنت بريطانيا: الأنجل، والساكسونيون واليوت، مستثنيًا البريطانيين والإسكتلنديين والبيكتيون. في الفقرة الأخيرة من مقدمة التاريخ الكنسي للشعب الإنجليزي، ابتعد بيدي عن الكلمة المعتادة gens واستخدم بدلاً من ذلك كلمة natio لوصف تاريخ أمتنا. يعد هذا هو أول ظهور لفظي للأمة الإنجليزية.
وصفت القصيدة الأنجلوسكسونية «معركة مالدون» المعركة المذكورة بين القوات الأنجلو-ساكسونية لإثيلريد أونريدي ضد غزو الفايكنج عام 991. تشيد القصيدة بدفاع الأنجلو-ساكسون عن «أرضهم، أرض إثيلريد الملك، المكان والشعب» وينسب إلى بيرتنوث، إيرل إسكس، قوله: «هل يجب على شعبنا، أمتنا، أن تحملك من هنا بذهبنا؟».
يعتقد كل من هاستينغز وجيمس كامبل أن إنجلترا كانت دولة قومية في أواخر العصر الأنجلو-ساكسوني. كتب كامبل أنه بحلول الغزو النورماندي عام 1066، كانت إنجلترا في ذلك الوقت دولة قومية.

### العصور الوسطى
أدخل الغزو النورماندي طبقةً حاكمة على إنجلترا حلت محل مالكي الأراضي ورجال الدين الإنجليز، والذين تحدثوا فقط الأنجلو-نورماندية، على الرغم أن العديد منهم، إن لم يكن معظمهم، ملمين باللغة الإنجليزية من الجيل الثاني فصاعدًا. وصف ويليام المالمسبري، مؤرخ متحدر من أصول أنجلو نورماندية مختلطة في القرن الثاني عشر، معركة هاستينغز بأنها: «ذلك اليوم القاتل لإنجلترا، التدمير المحزن لبلدنا العزيز». أعرب أيضًا عن أسفه قائلاً: «أصبحت إنجلترا موطنًا للغرباء وسيادة الأجانب. واليوم، لا يوجد رجل إنجليزي إيرل أو أسقف أو رئيس دير، والوافدون الجدد يأخذون ثروات وأجزاء داخلية من إنجلترا؛ ولا يوجد أي أمل في وجود نهاية لهذا البؤس». تحدث مؤرخ آخر، روبرت غلوستر، عن جزء من القرون السابقة، قائلًا في منتصف إلى أواخر القرن الثالث عشر:
«... لم يكن النورمان قادرين على التحدث بأي شيء باستثناء حديثهم، وتحدثوا الفرنسية كما فعلوا في وطنهم، وكان أطفالهم يعلمونها أيضًا، حتى يستمر الرجال المهمون في هذا البلد الذين يأتون بأصولهم جميعًا نفس اللغة التي تحدّروا منها؛ لأنه، ما لم يكن الرجل يعرف الفرنسية، لا يُحسب له حساب. لكن الرجال المتواضعين حافظوا على اللغة الإنجليزية واستمروا بالتحدث بها. أعتقد أنه لا توجد دول في العالم كله لا تلتزم بلغتها، باستثناء إنجلترا فقط».
ادعى الملك إدوارد الأول، وهو نفسه متحدث باللغة النورماندية الفرنسية، عند إصدار أوامر استدعاء البرلمان عام 1295، أن ملك فرنسا خطط لغزو إنجلترا وقتل اللغة الإنجليزية القديمة، وهي خطة بغيضة حقًا قد يتجنبها الله.

في كتاب كروسور موندي، تظهر قصيدة دينية مجهولة مكتوبة بالإنجليزية الوسطى الشمالية يرجع تاريخها إلى حوالي عام 1300، تظهر الكلمات: (عن الإنجليز كأمة Of Ingland the nacion). يمكن ترجمة المقدمة إلى الإنجليزية الحديثة:
تُرجم هذا الكتاب نفسه، وفقًا لكرامة الكنيسة المقدسة، إلى اللغة الإنجليزية ليُقرأ، من أجل حب الشعب الإنجليزي، الشعب الإنجليزي في إنجلترا، حتى يفهمه عامة الناس. عادة ما أقرأ الآيات الفرنسية في كل مكان هنا. في الغالب يجري ذلك بالفرنسي؛ ماذا يحدث لمن لا يعرف الفرنسية؟ أما بالنسبة لأمة إنجلترا، فهي عادة ما تعرف الإنجليزية. من الضروري التحدث في الغالب عن اللغة التي يمكن للمرء أن يتواصل بها بشكل أفضل. نادرًا ما أشيد باللغة الإنجليزية بأي حال من الأحوال في فرنسا. إذا أعطينا كل شخص لغته الخاصة، يبدو لي أننا لا نؤذيهم. أنا أتحدث إلى الشخص العادي الإنجليزي...
في عام 1323 مَثَل هنري لامبارد، رجل دين، أمام المحكمة وسأل كيف يرغب في تبرئة نفسه من تهم السرقة. قال لامبارد بالإنجليزية إنه رجل دين ثم سُئل عما إذا كان يعرف اللاتينية أم الفرنسية. فأجاب بأنه إنكليزي، وله لغة إنجليزية، وأن التحدث بلغته الأم هو أمر مناسب. رفض التحدث بأي لغة أخرى باستثناء اللغة الإنجليزية. رفض تقديم أي إجابة أخرى إلى المحكمة، نُقل إلى محكمة أخرى ليُحكم عليه بالموت.
خلال العقود اللاحقة من القرن الرابع عشر، بدأت اللغة الإنجليزية بالعودة إلى الاستخدام الرسمي. سعى قانون الترافع باللغة الإنجليزية 1362 إلى استبدال الفرنسية بالإنجليزية في جميع المرافعات في المحاكم. يعتبر التماس ميرسرز إلى البرلمان لعام 1386 أقدم جزء من اللغة الإنجليزية البرلمانية. يعود تاريخ أقدم وصايا إنجليزية في محكمة الوصايا في لندن إلى عام 1387؛ تعود أقرب عوائد اللغة الإنجليزية للمراسيم والأعراف ومقتنيات الطوائف إلى عام 1389 وتأتي من لندن ونورويتش وكينغز لين. أشار جون تريفيسا، الذي كتب عام 1385، إلى أن: «... في جميع مدارس القواعد في إنجلترا، يتخلى الأطفال عن الفرنسية ويفسرون ويتعلمون باللغة الإنجليزية... كما توقف السادة إلى حد كبير عن تعليم أطفالهم الفرنسية».
أثارت حرب المئة عام مع فرنسا (1337–1453) الشعور القومي الإنجليزي. زعمت ماي مكيساك أنه «يجب البحث عن النتائج الأكثر ديمومة وأهمية للحرب، ربما، في مجال علم النفس القومي... لأن الانتصارات كانت انتصارات، ليس فقط للملك والأرستقراطية، ولكن انتصارات للأمة». في عام 1346 عُرض في البرلمان لأغراض دعائية مرسوم مزور (كان الملك الفرنسي قد دعا فيه إلى القضاء على الأمة الإنجليزية) بينما استُدعي البرلمان للتصويت على الإمدادات للملك، الذي شارك في حصار كاليه. بعد حصار كاليه عام 1346، طرد الملك إدوارد الثالث سكان تلك المدينة لأنه، على حد تعبيره، أراد أن يعيد الناس إلى الإنجليزية الخالصة. عندما غزا الملك هنري الخامس هارفليور عام 1415، أمر السكان بالمغادرة واستورد مهاجرين إنجليز ليحلوا محلهم.